# ランディ・チョート
ランドール・ドイル・チョート（Randol Doyle Choate , 1975年9月5日 - ）は、アメリカ合衆国テキサス州サンアントニオ出身の元プロ野球選手（投手）。左投左打。

## 経歴

### プロ入りとヤンキース時代
1997年のMLBドラフト5巡目（全体169位）でニューヨーク・ヤンキースから指名され、6月30日に契約。契約後、A-級オネオンタ・ヤンキースでプロデビュー。10試合に先発登板して5勝1敗・防御率1.73・61奪三振の成績を残した。
1998年はA級グリーンズボロ・バッツとA+級タンパ・ヤンキースでプレー。A+級タンパでは13試合に先発登板して1勝8敗・防御率5.27・55奪三振の成績を残した。
1999年からリリーフへ転向。A+級タンパで47試合に登板して2勝2敗1セーブ・防御率4.50・62奪三振の成績を残した。
2000年はAAA級コロンバス・クリッパーズで開幕を迎え、33試合に登板すると、6月29日にヤンキースとメジャー契約を結んだ。7月1日のタンパベイ・デビルレイズ戦で2番手として登板し、メジャーデビュー。0.1回を無安打無失点に抑え、初ホールドを記録した。その後はリリーフとして定着し、22試合に登板。0勝1敗2ホールド・防御率4.76・12奪三振の成績を残した。
2001年3月19日にヤンキースと1年契約に合意し、開幕ロースター入りを果たした。この年は37試合に登板して3勝1敗3ホールド・防御率3.35・35奪三振の成績を残した。
2002年3月4日にヤンキースと1年契約に合意。この年は昇降格を繰り返し、18試合の登板にとどまった。防御率は6.04。
2003年3月6日にヤンキースと1年契約に合意。この年は5試合の登板に終わり、オフの12月7日にDFAとなった。

### ダイヤモンドバックス時代
2003年12月16日にハビアー・バスケスとの1対3のトレードで、ニック・ジョンソン、フアン・リベラと共にモントリオール・エクスポズに移籍した。
2004年2月27日にエクスポズと1年契約に合意したが、開幕直前の3月25日にジョン・パターソンとのトレードで、アリゾナ・ダイヤモンドバックスに移籍した。移籍後は74試合に登板して2勝4敗11ホールド・防御率4.62・49奪三振の成績を残した。
2005年1月17日にダイヤモンドバックスと総額130万ドルの2年契約を結んだ。開幕後は8試合に登板したが、防御率9.00と結果を残せず、5月5日にDFAとなり、5月11日にマイナー契約で再契約した。その後はAAA級ツーソン・サイドワインダーズで47試合に登板して1勝1敗3セーブ・防御率3.38・20奪三振の成績を残した。
2006年は開幕をAAA級ツーソンで迎え、6月13日にダイヤモンドバックスとメジャー契約を結んだ。昇格後は12試合連続無失点を記録するなど、リリーフとして定着していたが、7月中旬から失点が目立ち、8月6日にDFAとなった。8月9日にマイナー契約を結び、AAA級ツーソンで再びプレーしていたが、9月2日に再びダイヤモンドバックスとメジャー契約を結んだ。その後は9試合に登板した。この年は30試合に登板して0勝1敗5ホールド・防御率3.94・12奪三振の成績を残した。オフの11月20日にDFAとなり、28日にFAとなった。
2007年1月9日にミネソタ・ツインズとマイナー契約を結んだが、3月24日に契約を解除された。開幕後の4月17日にダイヤモンドバックスとマイナー契約を結んだ。6月26日にダイヤモンドバックスとメジャー契約を結び、2試合に登板したが、両試合とも1死も取れず降板したため、6月28日にDFAとなり、7月2日にマイナー契約を結んだ。オフの11月3日にFAとなった。

### ブルワーズ傘下時代
2007年11月14日にミルウォーキー・ブルワーズと50万ドル（マイナーの場合7万5000ドル）の1年契約を結んだ。
2008年3月20日に左手の故障で15日間の故障者リスト入りし、7月10日に40人枠を外れ、AAA級ナッシュビル・サウンズへ降格した。AAA級ナッシュビルでは26試合に登板して0勝4敗・防御率5.08・31奪三振の成績を残した。

### レイズ時代
2009年1月6日にタンパベイ・レイズとマイナー契約を結んだ。5月25日にブライアン・シャウスが故障者リスト入りしたため、レイズとメジャー契約を結ぶと、シーズン終了までリリーフに定着。61試合に登板して1勝0敗5セーブ・9ホールド・防御率3.47・28奪三振と完全復活を果たした。オフの12月12日にレイズと70万ドルの1年契約を結んだ。
2010年はリーグ最多の85試合に登板して4勝3敗18ホールド・防御率4.23・40奪三振の成績を残した。オフの11月1日にFAとなった。レイズはタイプBとなったチョートに年俸調停を申請したものの、契約には至っていない。

### マーリンズ時代
2010年12月15日にフロリダ・マーリンズと総額250万ドルの2年契約を結んだ。

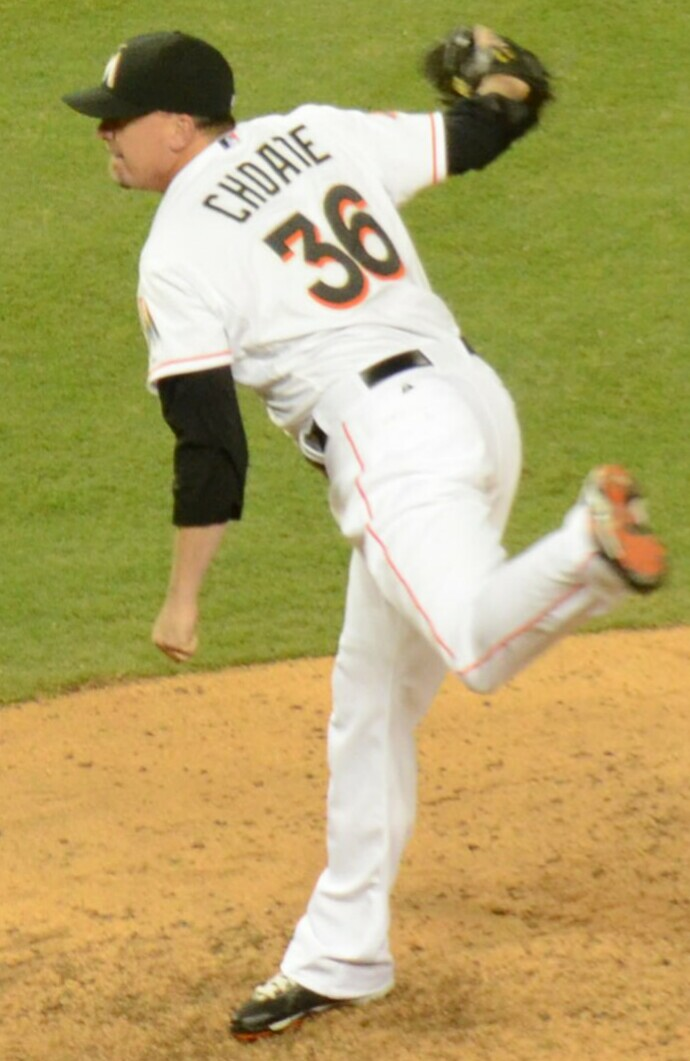
2012年4月14日

2011年は開幕からリリーフとして登板していたが、8月18日に左肘の故障で15日間の故障者リスト入りし、9月5日に60日間の故障者リストへ異動。そのままシーズンを終えた。この年は54試合に登板して1勝1敗・防御率1.82・31奪三振の成績を残した。
2012年は開幕から44試合に登板し、防御率2.49・27奪三振の成績を残した。

### ドジャース時代
2012年7月25日にネイサン・イオバルディ、スコット・マクガフとの2対2のトレードで、ハンリー・ラミレスと共にロサンゼルス・ドジャースへ移籍した。ドジャースでは36試合に登板。2球団の合計ではリーグトップとなる80試合に登板した。シーズン終了後の10月29日にFAとなった。

### カージナルス時代
2012年12月5日にセントルイス・カージナルスと総額750万ドルの3年契約を結んだ。

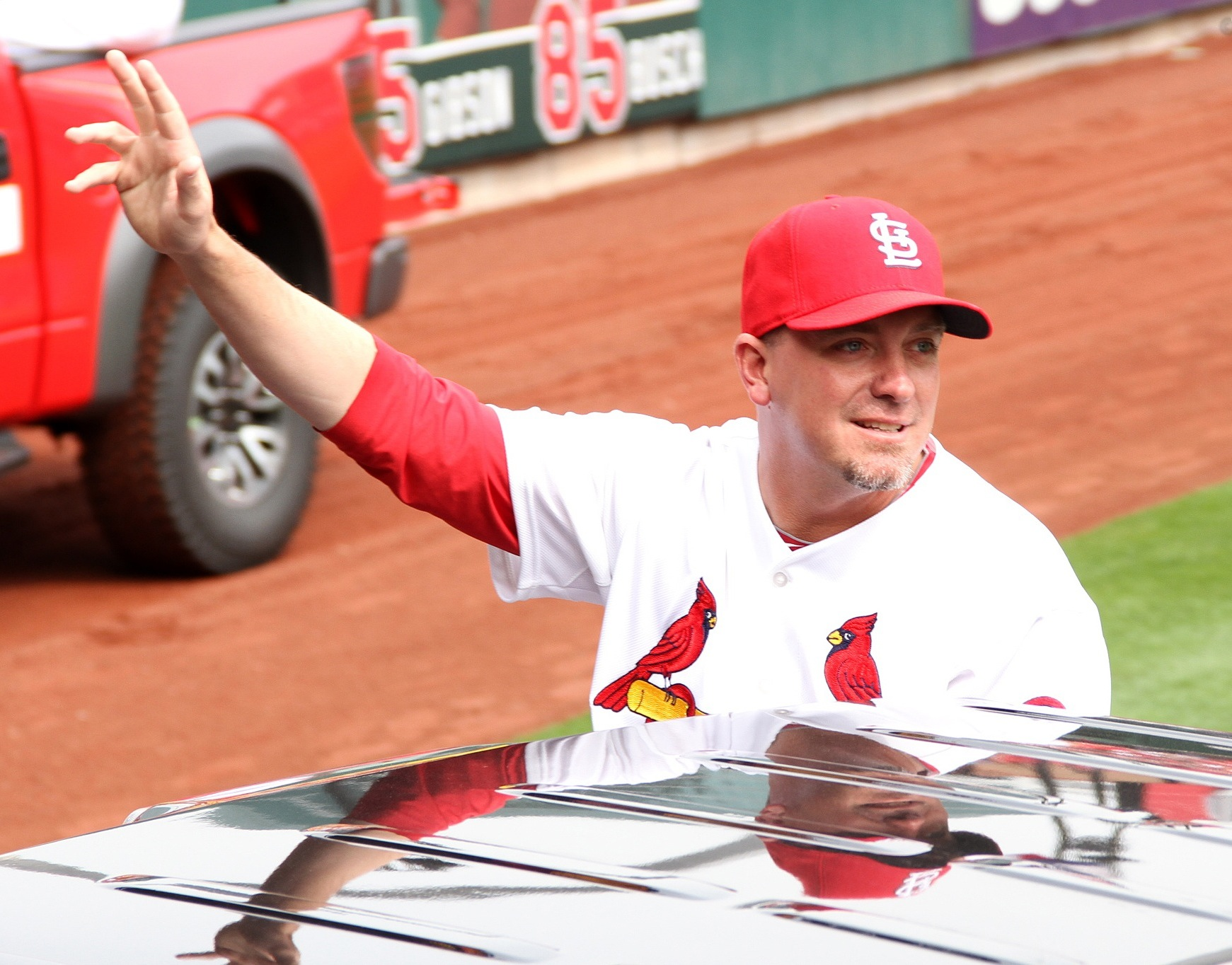
2013年4月8日

2013年は64試合に登板して2勝1敗15ホールド・防御率2.29・28奪三振の成績を残した。
2014年は61試合に登板し、2勝2敗10ホールド、防御率4.50・32奪三振の成績を残した。オフの11月7日に日米野球2014のMLB選抜に選出された。
2015年は71試合に登板して1勝0敗1セーブ、8ホールド、防御率3.95・22奪三振の成績を残した。オフの11月2日にFAとなった。

### カージナルス退団後
2016年3月11日にトロント・ブルージェイズとマイナー契約を結んだが、29日に自由契約となった。
その後、6月にドジャースとマイナー契約を結んだが、9月1日に自由契約となった。
2017年2月16日に現役引退を表明した。

## 投球スタイル
左のショートリリーバー（LOOGY）の代表例とも言えるサイドスローの投手。球種は84～89mphのツーシームと75～78mphのスライダーの2種類のみである。
2015年終了時点で、対右打者は打者714人に被打率.290、被OPS.807なのに対し、対左打者は打者1036人を被打率.195、被OPS.550に抑えている。

## 詳細情報

### 年度別投手成績
| 年 度     | 球 団     | 登 板 | 先 発 | 完 投 | 完 封 | 無 四 球 | 勝 利 | 敗 戦 | セ 丨 ブ | ホ 丨 ル ド | 勝 率 | 打 者 | 投 球 回 | 被 安 打 | 被 本 塁 打 | 与 四 球 | 敬 遠 | 与 死 球 | 奪 三 振 | 暴 投 | ボ 丨 ク | 失 点 | 自 責 点 | 防 御 率 | W H I P |
| --------- | --------- | ----- | ----- | ----- | ----- | -------- | ----- | ----- | -------- | ----------- | ----- | ----- | -------- | -------- | ----------- | -------- | ----- | -------- | -------- | ----- | -------- | ----- | -------- | -------- | ------- |
| 2000      | NYY       | 22    | 0     | 0     | 0     | 0        | 0     | 1     | 0        | 2           | .000  | 75    | 17.0     | 14       | 3           | 8        | 0     | 1        | 12       | 1     | 0        | 10    | 9        | 4.76     | 1.29    |
| 2001      | NYY       | 37    | 0     | 0     | 0     | 0        | 3     | 1     | 0        | 3           | .750  | 207   | 48.1     | 34       | 0           | 27       | 2     | 9        | 35       | 3     | 0        | 21    | 18       | 3.35     | 1.26    |
| 2002      | NYY       | 18    | 0     | 0     | 0     | 0        | 0     | 0     | 0        | 0           | ----  | 101   | 22.1     | 18       | 1           | 15       | 0     | 3        | 17       | 3     | 0        | 18    | 18       | 6.04     | 1.48    |
| 2003      | NYY       | 5     | 0     | 0     | 0     | 0        | 0     | 0     | 0        | 0           | ----  | 16    | 3.2      | 7        | 0           | 1        | 0     | 0        | 0        | 0     | 0        | 3     | 3        | 7.36     | 2.18    |
| 2004      | ARI       | 74    | 0     | 0     | 0     | 0        | 2     | 4     | 0        | 11          | .333  | 232   | 50.2     | 52       | 1           | 28       | 11    | 5        | 49       | 1     | 1        | 26    | 26       | 4.62     | 1.58    |
| 2005      | ARI       | 8     | 0     | 0     | 0     | 0        | 0     | 0     | 0        | 2           | ----- | 35    | 7.0      | 8        | 0           | 5        | 1     | 1        | 4        | 1     | 0        | 7     | 7        | 9.00     | 1.86    |
| 2006      | ARI       | 30    | 0     | 0     | 0     | 0        | 0     | 1     | 0        | 5           | .000  | 75    | 16.0     | 21       | 0           | 3        | 0     | 3        | 12       | 0     | 0        | 9     | 7        | 3.94     | 1.50    |
| 2007      | ARI       | 2     | 0     | 0     | 0     | 0        | 0     | 0     | 0        | 0           | ----  | 3     | 0.0      | 3        | 0           | 0        | 0     | 0        | 0        | 0     | 0        | 0     | 0        | ----     | ----    |
| 2009      | TB        | 61    | 0     | 0     | 0     | 0        | 1     | 0     | 5        | 9           | 1.000 | 142   | 36.1     | 28       | 4           | 11       | 3     | 0        | 28       | 0     | 0        | 15    | 14       | 3.47     | 1.07    |
| 2010      | TB        | 85    | 0     | 0     | 0     | 0        | 4     | 3     | 0        | 18          | .571  | 187   | 44.2     | 41       | 3           | 17       | 5     | 3        | 40       | 4     | 0        | 23    | 21       | 4.23     | 1.30    |
| 2011      | FLA MIA   | 54    | 0     | 0     | 0     | 0        | 1     | 1     | 0        | 14          | .500  | 103   | 24.2     | 13       | 3           | 13       | 5     | 2        | 31       | 0     | 0        | 7     | 5        | 1.82     | 1.05    |
| 2012      | FLA MIA   | 44    | 0     | 0     | 0     | 0        | 0     | 0     | 1        | 15          | ----  | 104   | 25.1     | 16       | 0           | 9        | 0     | 3        | 27       | 2     | 0        | 11    | 7        | 2.49     | 0.99    |
| 2012      | LAD       | 36    | 0     | 0     | 0     | 0        | 0     | 0     | 0        | 5           | ----  | 64    | 13.1     | 13       | 1           | 9        | 3     | 2        | 11       | 0     | 0        | 7     | 6        | 4.05     | 1.65    |
| '12計     | LAD       | 80    | 0     | 0     | 0     | 0        | 0     | 0     | 1        | 20          | ----  | 168   | 38.2     | 29       | 1           | 18       | 3     | 5        | 38       | 2     | 0        | 18    | 13       | 3.03     | 1.22    |
| 2013      | STL       | 64    | 0     | 0     | 0     | 0        | 2     | 1     | 0        | 15          | .667  | 141   | 35.1     | 26       | 0           | 11       | 0     | 2        | 28       | 0     | 0        | 9     | 9        | 2.29     | 1.05    |
| 2014      | STL       | 61    | 0     | 0     | 0     | 0        | 2     | 2     | 0        | 10          | .500  | 148   | 36.0     | 27       | 2           | 13       | 2     | 5        | 32       | 0     | 0        | 18    | 18       | 4.50     | 1.11    |
| 2015      | STL       | 71    | 0     | 0     | 0     | 0        | 1     | 0     | 1        | 8           | 1.000 | 117   | 27.1     | 29       | 2           | 5        | 0     | 6        | 22       | 1     | 0        | 14    | 12       | 3.95     | 1.24    |
| MLB：15年 | MLB：15年 | 672   | 0     | 0     | 0     | 0        | 16    | 14    | 7        | 117         | .533  | 1750  | 408.0    | 350      | 20          | 175      | 32    | 45       | 348      | 16    | 1        | 198   | 177      | 3.90     | 1.29    |

- 各年度の太字はリーグ最高

### 背番号
- 58（2010年）
- 38（2001年 - 2003年、2011年）
- 33（2004年）
- 21（2005年）
- 32（2006年 - 2007年）
- 36（2009年 - 2010年、2012年 - 同年途中、2013年 - 2015年）
- 50（2012年途中 - 同年終了）